# GoMentum Station

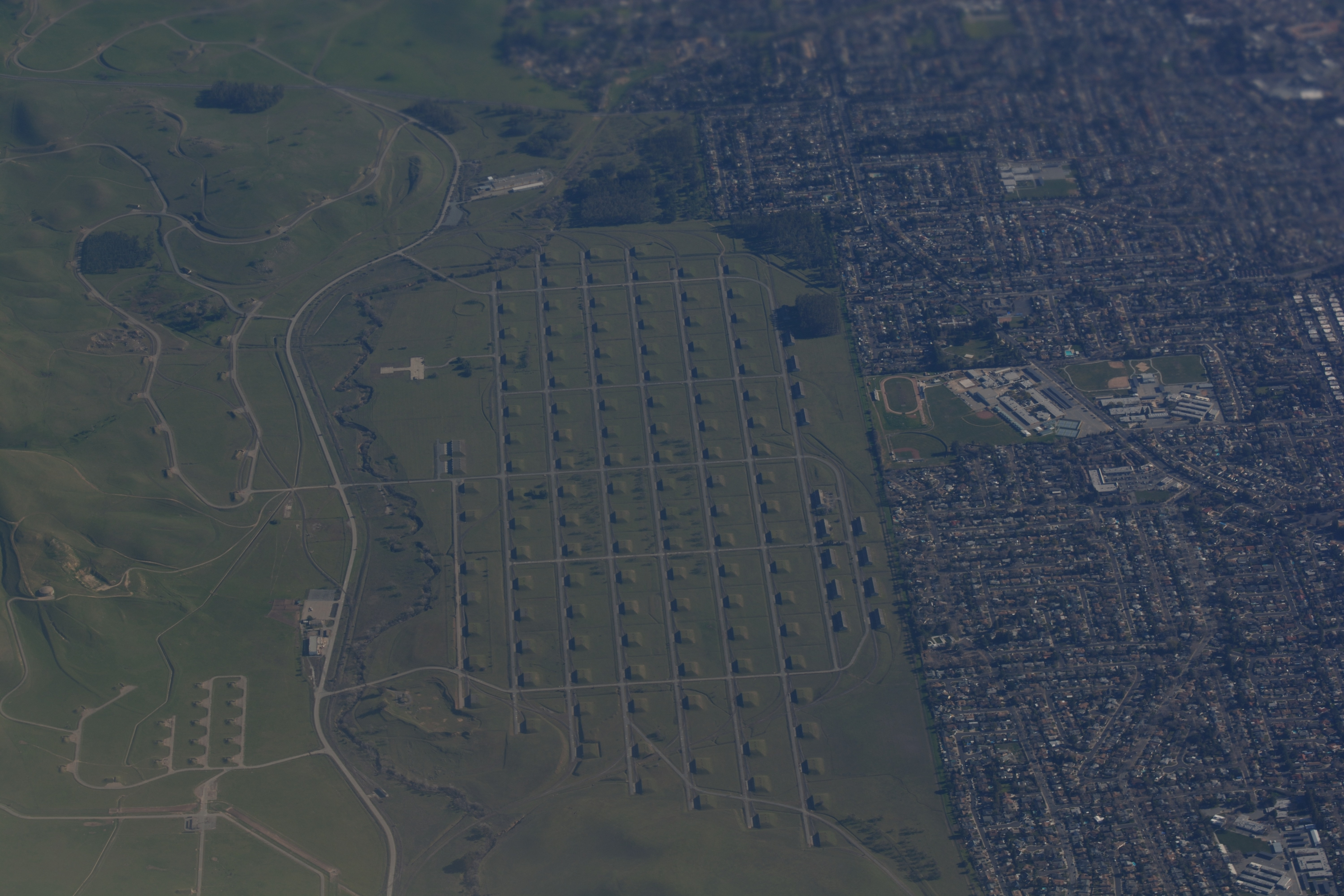
Überblick über einen großen Teil des Gebietes aus der Luft

GoMentum Station ist ein großes Autotestgebiet für autonom fahrende Autos und konnektierte Autos mit einem Netz von 19,6 Meilen befestigter Straßen, das unter der Verantwortung der Contra Costa Transportation Authority (CCTA) mit Partnern aus der Autoindustrie und der Forschung betrieben wird. Das Testgebiet stellt eine zivile Nachnutzung des Inlandesgebietes der Concord Naval Weapons Station dar, ein seit 1942 für den Zweiten Weltkrieg aufgebautes, großes Munitionsdepot der US Navy in Concord, Contra Costa County, Kalifornien, in dem Munition für die Pazifikflotte der USA für deren Krieg gegen Japan per Eisenbahn angeliefert, gelagert und im Port Chikago auf Schiffe umgeladen wurde.
Zu den industriellen Partnern gehörte Mercedes-Benz und gehört Honda.